# Abel Azcona

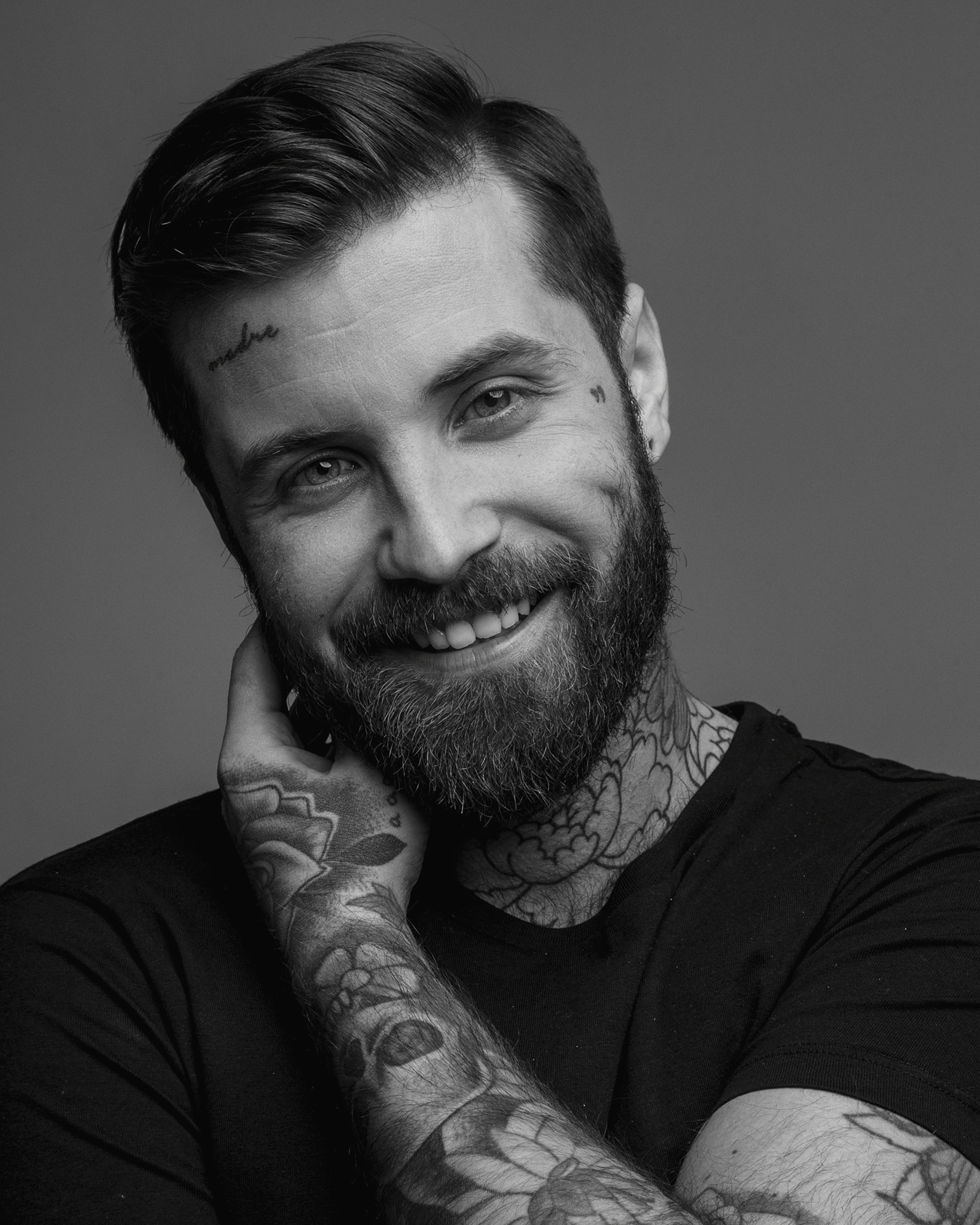
Abel Azcona (2018)

Abel Azcona (* 1. April 1988 in Madrid) ist ein spanischer Aktionskünstler.
Seine autobiografisch geprägten Kunstaktionen umfassen Performance, Installationen, Skulpturen, Videokunst, Malerei und Schrift sowie Essays und kleinere literarische Texte. In seinen frühen Arbeiten ging es um persönliche Identität, Gewalt und die Grenzen des Schmerzes, die sich zu Werken kritischer, politischer und sozialer Natur entwickelten.

## Ausstellungen
Seine Arbeiten wurden in Ausstellungen und Galerien auf der ganzen Welt ausgestellt und wurden im Arsenal von Venedig und auf der Asian Art Biennale in Dhaka und Taipeh gezeigt, auf der Lyon-Biennale, auf dem Miami International Performance Festival oder auf der Art Biennale in Bangladesch. Darüber hinaus ist Azcona in verschiedenen nationalen und internationalen Museen und Kulturzentren vertreten, darunter im Malaga Center for Contemporary Art, im Museum of Modern Art in Bogotá, in der Art League Houston, im Leslie Lohman Museum in New York oder im Círculo de Bellas Artes de Madrid. Das Museum für zeitgenössische Kunst von Bogotá widmete dem Künstler Abel Azcona 2014 eine retrospektive Ausstellung.

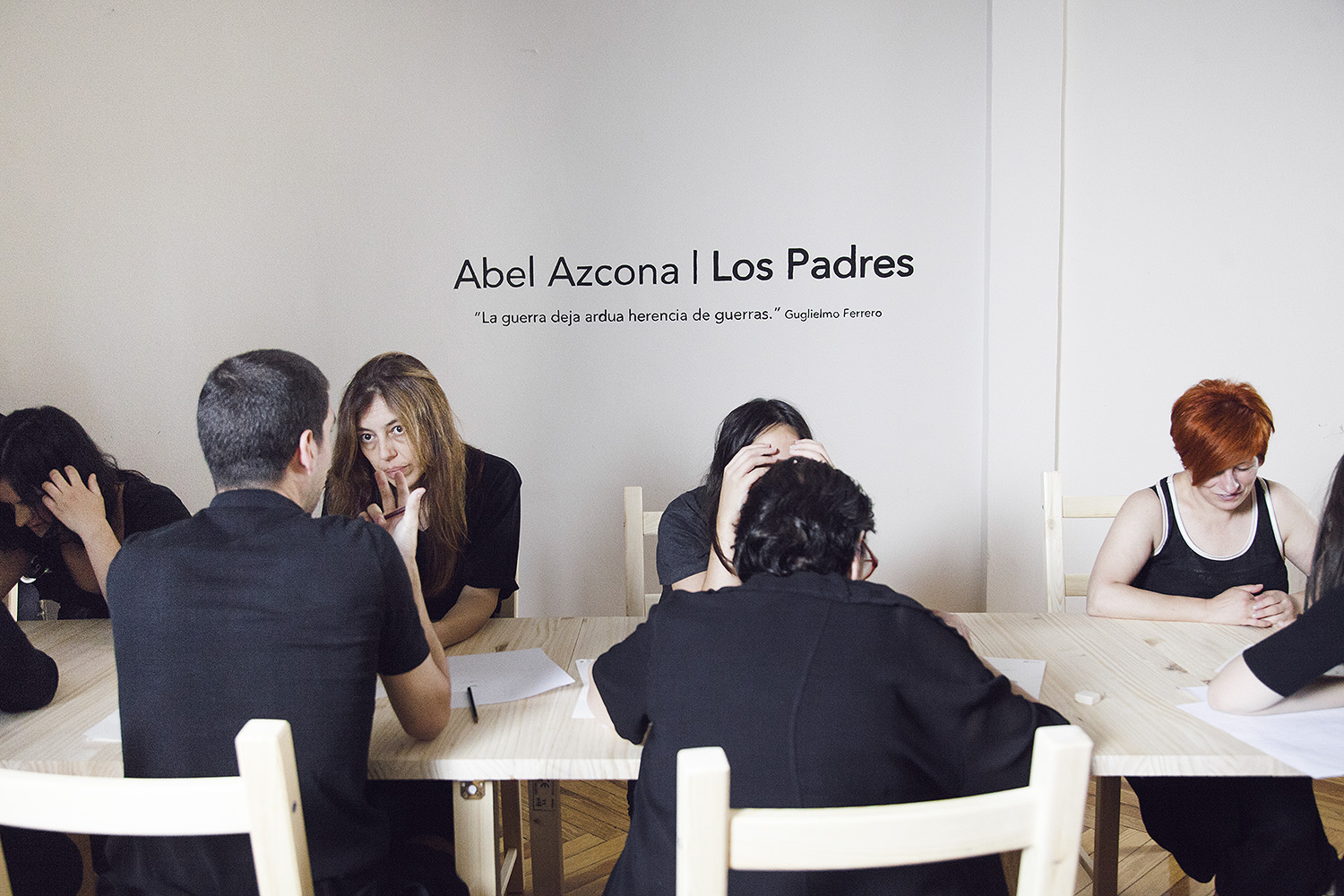
Abel Azcona, Los Padres, Madrid

## Werke
- Stolon (Hrsg.): Wintersonnenwende [Zusammenstellung performativer Arbeiten]. 2014, ISBN 978-1-938022-71-5.
- Museo de Arte Contemporáneo de Bogotá (Hrsg.): Nicht gesucht [Katalog anlässlich der Retrospektive]. 2014, ISSN 1909-3543.
- Dos Bigotes (Hrsg.): Der bewegende Himmel [Kollektiver politischer Essay von Pedro Almodóvar, Luis Eduardo Aute und Abel Azcona]. 2015, ISBN 978-84-949674-4-3.
- Maretti (Hrsg.): Die Stunden [Zusammenstellung performativer Arbeiten. Biografische Geschichten]. 2016, ISBN 978-88-98855-49-0.
- Plataforma de Arte Contemporáneo (Hrsg.): Contemporary Art Essays [Ensayo]. 2017, ISBN 978-84-942321-9-0.
- Museo de Arte Contemporáneo de Bogotá (Hrsg.): Curatorships. Contemporary Visions. [Recopilación obra en colecciones]. 2017, ISBN 978-958-763-198-2.
- Con-Tensión Editorial (Hrsg.): Manifiest [Political Essay]. 2018.
- Círculo de Bellas Artes (Hrsg.): Vermutung des Künstlers als radikales und ungehorsames Thema, sowohl im Leben als auch im Tod. [Manifest]. 2018.
- Pages Editors (Hrsg.): Liberty of exception [Collective Political Essay by Carles Puigdemont, Jordi Cuixart and Abel Azcona]. 2018, ISBN 978-84-13-03013-5.
- Roca Umbert Museum (Hrsg.): Theory of Performance Art. 2018.
- Roca Umbert Museum (Hrsg.): Practice of Performance Art. 2018.
- MueveTuLengua (Hrsg.): Abel Azcona 1988-2018 [Anthology]. Prologue by Tania Bruguera and Pussy riot. 2019, ISBN 978-84-17284-52-7.
- Sant Fruitós de Bages (Hrsg.): Abel Azcona, art, action & rebellion [Recopilación obra performativa]. 2019, ISBN 978-84-09-10004-0.
- Dos Bigotes (Hrsg.): The Little Buds [Biographical Stories]. 2019, ISBN 978-84-949674-4-3.
- Milenio (Hrsg.): Act of disobedience [Political Essay]. 2019, ISBN 978-84-9743-864-3.